# Amway
Amway (сокр. от англ. American Way of Life — «американский образ жизни») — компания в США, входящая с 2000 года в корпорацию Alticor. Компания занимается производством и продажей средств личной гигиены, бытовой химии, косметических средств, биологически активных добавок к пище, фильтров для воды, посуды для индукционных плит и др. Для продвижения товаров используются технологии прямых продаж и сетевого маркетинга с многоуровневой системой компенсаций.

## История
Основали Amway Ричард Девос и Джей Ван Андел дружили со школы и пробовали себя в различных начинаниях, включая чартерный сервис и парусный бизнес. В 1949 году партнёры сложили свои имена в названии новой компании Ja-Ri Corporation, планируя заняться импортом деревянных изделий из стран Южной Америки. В том же году троюродный брат Ван Андела Нил Мааскант познакомил их с компанией Nutrilite Products Corporation, производителя пищевых добавок Nutrilite. Примечательно, что основатель Nutrilite Карл Ренборг в 1945 году изобрёл многоуровневую маркетинговую систему «от двери до двери» для распространения своих витаминов. Ван Андел и Девос стали дистрибьюторами витаминов, но за две недели охладели к прямым продажам. Вновь к развитию дистрибьюторского бизнеса они вернулись после прохождения по настоянию Маасканта учебных семинаров компании в Чикаго: там партнёры смотрели рекламные фильмы, выступления представителей компании и успешных дистрибьюторов.
После чикагского семинара они превратили Ja-Ri в дистрибьюторскую компанию Nutrilite. Придуманная в Nutrilite схема, когда к прибыли от каждого проданного продукта дистрибьютор получал комиссионные с продаж, произведённых привлечёнными им дистрибьюторами, позволила быстро нарастить сеть распространителей. Уже к 1958 году ДеВос и Ван Андел создали организацию из более чем 5000 дистрибьюторов. Но поскольку партнёров и некоторых ключевых дистрибьюторов волновала стабильность компании Nutrilite, они стали искать на рынке альтернативы. И как итог создали в апреле 1959 года компанию American Way (позже известную как Amway), чтобы применить зарекомендовавшую себя многоуровневую систему маркетинга для других товаров для дома.
Их первый продукт назывался Frisk, концентрированный органический очиститель, разработанный учёным из Огайо. ДеВос и Ван Андел купили права на производство и распространение Frisk, а затем сменили название на LOC (Liquid Organic Cleaner). Впоследствии они создали Amway Sales Corporation для закупки и инвентаризации продукции, разработки маркетинговых планов и поддержки планов продаж, а также Amway Services Corporation для страхования и других выплат дистрибьюторам. В 1960 году они приобрели 50 % акций компании из Детройта Atco Manufacturing Company — производителя LOC — и сменили название на Amway Manufacturing Corporation.

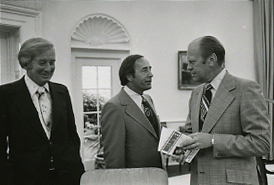
Ричард Девос и Джей Ван Андел на встрече с президентом США Джеральдом Фордом, июнь 1975

В 1962 году открылся первый филиал — в Лондоне, компания становится интернациональной. В ноябре 1963 Ja-Ri Corporation Inc. была переименована в Amway Corporation. В январе 1964 году Amway Sales Corporation, Amway Services Corporation и Amway Manufacturing Corporation были объединены в одну компанию Amway Corporation. В 1972 году Amway купила контрольный пакет акций Nutrilite. И в дальнейшем полностью выкупила доли других акционеров в 1994 году.
В 1992 году дети основателей получили руководящие роли в компании. В 1999 году основатели корпорации Amway создали новую холдинговую компанию под названием Alticor и создали три новые дочерние компании: Quixtar, Access Business Group и Pyxis Innovations. Pyxis, позже замененный Fulton Innovation, занимался исследованиями и разработками, а Access Business Group занимался производством и логистикой для Amway, Quixtar и сторонних клиентов. Quixtar была задумана как интернет-компания, через которую шли все заказы в США, Канаде и регионе Карибского бассейна: дистрибьюторы могли заказывать товары напрямую у Amway через интернет, а не у их прямого «прямого дистрибьютора», и доставлять продукты прямо к себе домой. В 2001 году с переходом большинства дистрибьюторов на платформу Quixtar компания закрыла «традиционное» подразделение Amway North America. В 2009 году завершился двухлетний переход от названия Quixtar к более узнаваемому бренду — Amway Global.
Amway на протяжении своей истории постоянно выходила на новые рынки: в 1971 году компания начала работать в Австралии, в некоторых странах Европы — в 1973 году, в Азии — 1974 году, в Германии — в 1975 году, в Японии — в 1979 году, с 1985 году вышла на рынок Латинской Америки. К 1992 представлены в 45 странах. В 1995 — стартовали продажи в Китае, ставшем впоследствии крупнейшим филиалом. В странах Африки компания появилась в 1997 году, в Индии и Скандинавии — в 1998 году. На Украине Amway открылся в 2003 году, в России — в 2005 году, в 2013 году — в Казахстане.
В 2023 году компания Amway заняла 70-е место среди крупнейших частных компаний США и стала крупнейшей компанией прямых продаж в рейтинге Global 100.

## Бренды
Первым брендом Amway стало чистящее средство L.O.C, в 1960 году к нему добавился порошок для стирки SA8, в 1965 — средство для ухода за волосами Satinique, в 1968 — Artistry. Со временем линия брендов продолжила расширяться как за счёт новых собственных марок, так и благодаря купленным компаниями: Atmosphere, Body Blends, Bodykey, Body Works, Clear Now, eSpring, Glister, iCook, Legacy of Clean, Nutrilite, Peter Island, Perfect Empowered Drinking Water, Personal Accents, Ribbon, Satinique, Artistry Men и XS, Artistry Studio, G&H, G&H Baby. Компания производит свои товары на фабриках в Китае, Индии и США, растительное сырьё выращивают в Бразилии, Мексике и США.
В 2018 году продажи товаров в сфере питания составили 52 % от всех продаж. Косметика и средства личной гигиены заняли в выручке 26 %.

## Модель бизнеса
Amway использует прямые продажи методом многоуровневого маркетинга. Дистрибьюторы Amway, именуемые «независимыми предпринимателями Амвэй» (НПА), или «независимыми владельцами бизнеса» (англ. independent business owners, IBO), могут продавать продукцию непосредственно потенциальным клиентам, а также могут спонсировать и наставлять других людей, чтобы стать НПА. НПА получает доход как от розничной наценки на продукты Amway, которые продаёт лично, так и от бонуса за объём продаж, выполненным самостоятельно и нижестоящими НПА. Конечные покупатели также могут зарегистрироваться в качестве НПА, чтобы снизить для себя цену на товары.
В последние годы компания делает акцент на развитие продаж через интернет, а также через фирменные розничные магазины. Как дистрибьюторам, так и рядовым потребителям.

## Критика
На протяжении своей деятельности компания Amway принимала участие в судебных разбирательствах как в качестве истца, так и в качестве ответчика.

### Дэвид Бромли
Социолог и религиовед Дэвид Бромли, специализирующийся на исследовании современных религиозных движений, называет Amway «квазирелигиозной корпорацией». «Квазирелигиозные корпорации» (авторство этого термина принадлежит самому Бромли), согласно определению автора, «берут на себя обязательство восстановить утраченное единство работы, политики, сообщества и религии через создание семейных предприятий, связанных в тесную социальную сеть, символическую законную силу которым придаёт апеллирование к национализму и трансцендентальной цели. Организационные формы этих гибридных образований на уровне дистрибьюторской сети содержат элементы, свойственные не только корпорациям, но и общественным движениям, что приводит к проявлению характерных черт, которые социологи религии традиционно считают присущими сектам».
Говоря об Amway как «квазирелигиозной корпорации», Дэвид Бромли выделяет такие черты её деятельности: а) идеология трансформации жизни и поддерживающие эту идеологию ритуалы; б) особенности организационного стиля — харизматичность лидеров, «обращения в веру», тесно сплочённое корпоративное сообщество, групповая солидарность и дистанцированность от обычного общества, минимальный бюрократический аппарат, эгалитарные взаимоотношения внутри коллектива; в) постоянная напряжённость в отношениях с общественными и государственными институтами.
К наиболее крупным из множества подобных образований в США и Европе Бромли также относит Mary Kay Cosmetics, Herbalife, A. L. Williams Insurance, Tupperware, Shaklee и Nu Skin. Amway считает подобные заявления заблуждением.

### Процесс «Округ Милуоки против Amway»
28 июля 1982 суд округа Милуоки, штат Висконсин рассмотрел дело № 589806 против Amway Corporation и четверых прямых дистрибьюторов Amway (англ. Amway Direct Distributors). Штат Висконсин (в лице уполномоченного Брюса Крэйга) обвинил дистрибьюторов в распространении информации о не соответствующих действительности, преувеличенных доходах, а также в сокрытии характера предлагаемой деятельности как участия в бизнесе Amway при проведении рекрутинговых мероприятий. По данным представленного в суде анализа деятельности прямых дистрибьюторов в период с 1979 по 1980 год «чистый годовой доход (англ. annual net incoming) 139 прямых дистрибьюторов (менее 1 % от общего числа IBO в штате) на самом деле является чистым годовым убытком (net loss) в $918». На рекрутинговых встречах ответчики сообщали о наличии возможности достижения годового дохода в 12 тыс. $ за период 3—9 месяцев при занятости 6—12 часов в неделю при показанном в анализе среднегодовом доходе НПА в штате 267 $. В суде рассматривалось высказывание одного из ответчиков на открытой встрече 27 августа 1980 — «Когда вы приглашаете людей, не говорите им слишком много. Идея продуктов может отпугнуть некоторых людей. Не упоминайте Продажи, Amway, Продукцию» — как рекомендация сокрытия цели встречи.
Согласно судебному решению 1979 года, компания Amway обязана сообщать данные о доходах IBO либо в виде среднего дохода, либо указывая процент IBO, достигших доходов выше средних. По данным Quixtar, в 2006 году доход «активного» IBO в США и Канаде (Amway относит к ним 66 % общего числа IBO этих стран) до уплаты налогов и без учёта расходов составил $115.. В Великобритании и Ирландии средние доходы ABO в 2008 году составляли: у розничного консультанта — 69 евро и 150 евро — у сертифицированного розничного консультанта.

### Эрик Шайбелер
Эрик Шайбелер (нем. Eric Scheibeler), бывший IBO (НПА), достигший высокого уровня «изумруд — основатель бизнеса» и лично знакомый с основателем Amway Ричардом Девосом, в своей книге «Торговцы обманом» (англ. «Merchants of Deception») назвал бизнес Amway мошенничеством и сравнил организацию с сектой. Шайбелер обосновывал обвинения собственным опытом и ссылался в тексте на неприложенные к книге аудиозаписи и документы. Шейбелер также начал информационную войну с компанией Quixtar, запустив множество веб-сайтов с обвинительной информацией и внеся соответствующие записи в Википедии о себе, Quixtar и Amway.
Материалы, предоставленные Шайбелером, были использованы при подготовке телевизионной передачи NBC в программе Dateline. В телесюжете было показано, что некоторые IBO высокого уровня получают основной доход не от продажи продукции компании, а от выступлений на мотивационных мероприятиях для IBO, реализации IBO книг, аудио- и видеозаписей.
Компания Quixtar подала иск в суд, обвинив Шейбелера в клевете. В 2007 году Эрик Шейбелер признался в федеральном суде во лжи. Несмотря на серьёзный репутационный ущерб, компания Quixtar не стала требовать с него денежного возмещения ущерба и, удовлетворившись извинениями, прекратила судебное преследование, забрав иск из суда.

## Финансовые показатели
По данным на декабрь 2018 года, в Amway работало более 17 тысяч сотрудников, из них около 4 тысяч — в Западном Мичигане.
В отчёте за 2018 год компания сообщила, что объём продаж составил 8,8 млрд долларов, увеличившись с 8,6 млрд долларов в 2017 году и повторив результат 2016 года. До того выручка снижалась на протяжении нескольких лет: с рекордных за всю историю 11,8 миллиарда долларов в 2013 году до 10,8 млрд в 2014 и 9,5 млрд в 2015 году.
В топ-10 рынков Amway входят Китай, Южная Корея, США, Япония, Таиланд, Тайвань, Индия, Россия, Малайзия и Италия. В 2018 году продажи были сопоставимы с предыдущим годом в Южной Корее, России и Малайзии.
Филиал «Россия и Казахстан» вошёл в пятёрку стратегических рынков Amway в мире, казахстанский — третий из самых быстрорастущих рынков Amway. Объём продаж в России и Казахстане за 2018 год составил $269 млн, из них порядка $31 млн приходится на Казахстан.

## Собственники и руководство

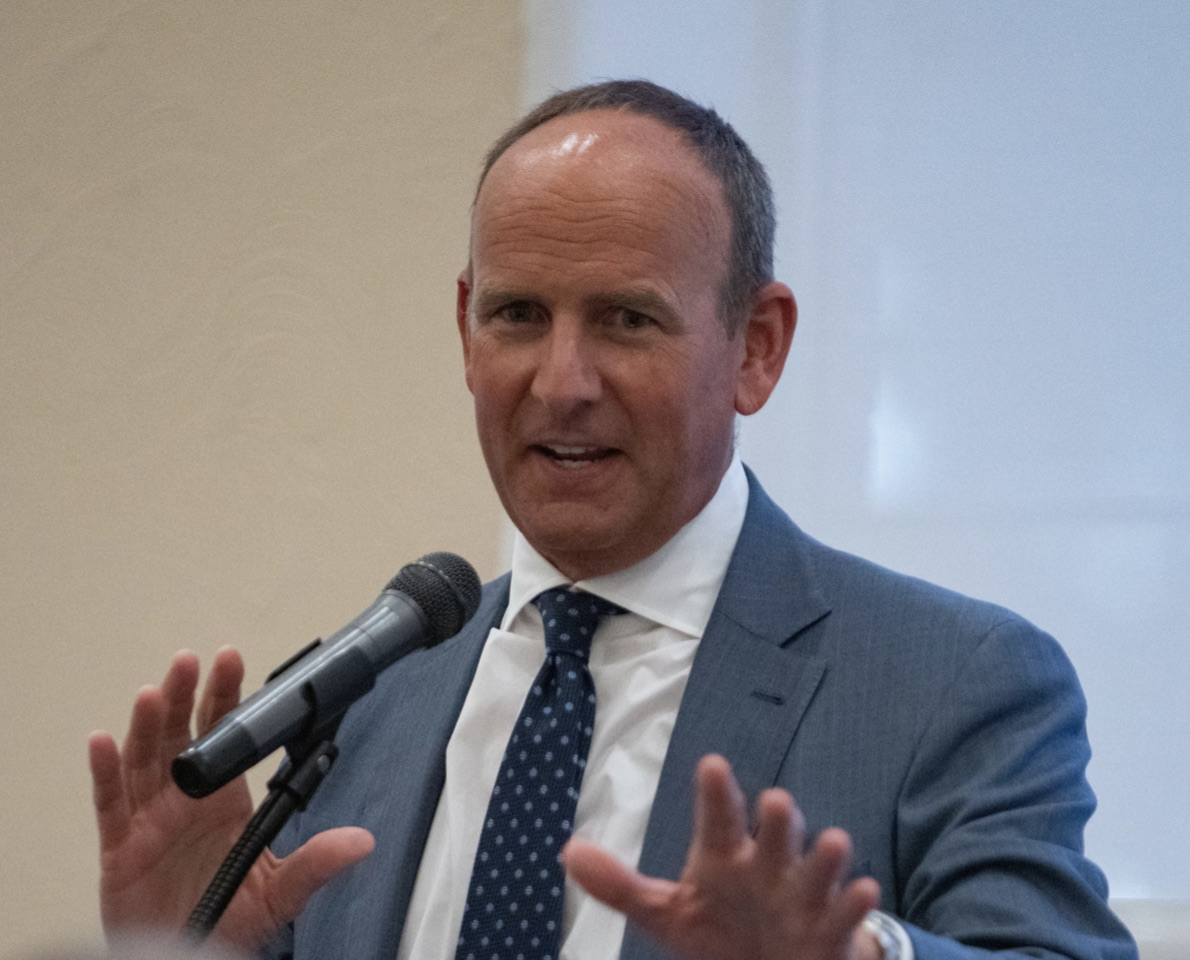
Даг ДеВос, 2019 год

Amway — частная компания. Она входит в холдинговую компанию Alticor, принадлежащую семьями ДеВос и Ван Андел. Представители второго поколения семей-основателей Amway — Стив Ван Андел (был соCEO c 1995 года) и Даг ДеВос (был соCEO c 2002 года, сменив на посту брата Дэна) — являются сопредседателями совета директоров Amway.
В октябре 2018 году компанию возглавил Милинд Пант. До Amway он руководил международным бизнесом Pizza Hut (входит в Yum! Brands), а также 14 лет работал в структурах Unilever. Пант стал первым высшим руководителем компании не из семей основателей. Управляющим директором в России и Казахстане является Ирина Меньшикова

## Спонсорская деятельность

### США
7 декабря 2006 года компания Amway купила права на название баскетбольной арены в Орландо, где проводит свои домашние игры клуб Национальной баскетбольной ассоциации «Орландо Мэджик», которой владел Ричард Девос. Компания заплатила 1,5 млн долларов за права на название сроком на 4 года и переименовала арену в «Эмвей-арену». Когда было объявлено, что в Орландо будет построена новая арена, компания Amway воспользовалась своим первоочередным правом стать титульным спонсором нового сооружения и 3 августа 2009 года заключила десятилетний контракт на сумму 40 млн долларов, дав новой арене имя «Эмвей-центр».

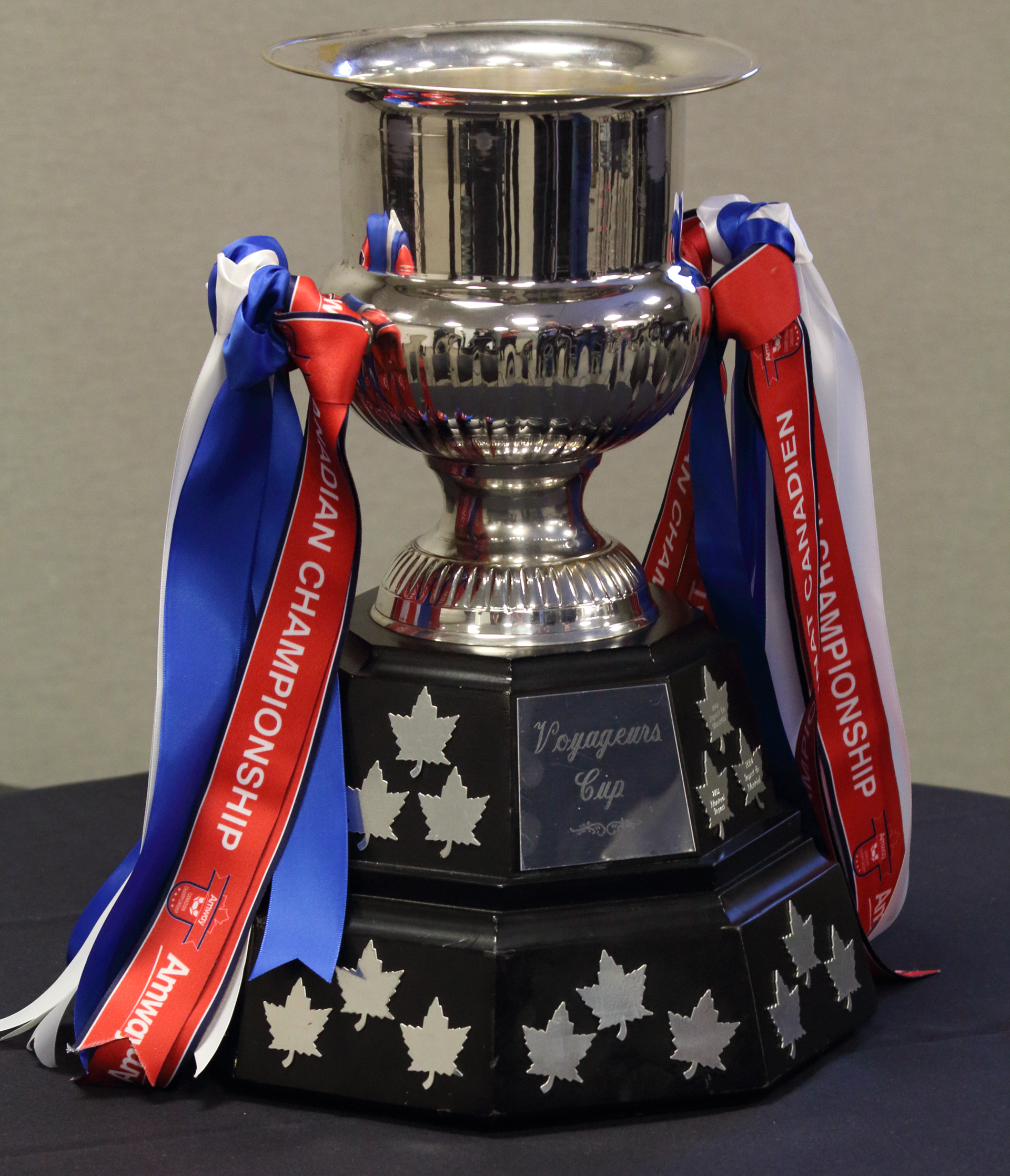
«Кубок Вояджерс», вручаемый победителю чемпионата Канады по футболу

27 января 2009 года Amway Global подписали трёхлетнее соглашение с футбольным клубом «Сан-Хосе Эртквейкс», став титульным спонсором команды. В том же году компания заключила соглашение с женским футбольным клубом «Лос-Анджелес Сол», организации сотрудничали год.
В 2011 Amway подписала трёхлетний контракт с клубом из НХЛ «Детройт Ред Уингз».
С 2012 года компания является титульным спонсором первенства Канады по футболу.

### Россия
В России Amway (под маркой Nutrilite) являлся титульным спонсором Сибирского международного марафона.
В октябре 2013 года в России заработал благотворительный фонд Amway «В ответе за будущее», реализующий несколько программ: «С любовью к детям» (в основном направлена на профилактику вторичного сиротства), «С заботой о природе» и программу в поддержку женского предпринимательства «С верой в будущее» (проект «Мама-предприниматель»). На протяжении последних лет Amway входит в российский рейтинг «Лидеры корпоративной благотворительности» (28-е место в 2017, 19-е — в 2016, 25-е — в 2015).